# The Last Time (canção de The Rolling Stones)
"The Last Time" é uma canção da banda inglesa The Rolling Stones, o primeiro single do grupo composto por Mick Jagger e Keith Richards. Gravada no RCA Studios em Hollywood, Califórnia, em janeiro de 1965, "The Last Time" foi o terceiro single da banda a chegar na primeira posição no Reino Unido, passando três semanas no topo entre março e abril de 1965.
Apesar de ser creditada apenas a Jagger e Richards, o refrão é idêntico ao de "This May Be the Last Time", uma tradicional canção gospel gravada em 1954 pelo The Staple Singers. Richards confirmou essa inspiração em 2003.

## Posição nas paradas musicais
| Parada (1965)                         | Melhor posição |
| ------------------------------------- | -------------- |
| Austrália (Kent Music Report)         | 2              |
| Áustria (Ö3 Austria Top 75)           | 7              |
| Bélgica (Ultratop 50 de Flandres)     | 4              |
| Canadá (Canadian Hot 100)             | 9              |
| Alemanha (Offizielle Deutsche Charts) | 1              |
| Irlanda (IRMA)                        | 2              |
| Países Baixos (Single Top 100)        | 1              |
| Noruega (VG-lista)                    | 1              |
| África do Sul (Springbok)             | 7              |
| Reino Unido (UK Singles Chart)        | 1              |
| Estados Unidos (Billboard Hot 100)    | 9              |

## Versão de The Andrew Oldham Orchestra
Em 1965, a Andrew Oldham Orchestra regravou a canção para o álbum The Rolling Stones Songbook. A gravação possuía um novo arranjo de cordas composto por David Whitaker.

### Problemas com direitos autorais
Em 1997, o ex-empresário dos Rolling Stones Allen Klein, cuja companhia ABKCO Records detinha os direitos de todo o material gravado pela banda na década de 1960, processou o grupo de rock britânico The Verve por usar um sample da versão de Andrew Oldham Orchestra de "The Last Time" na sua canção "Bitter Sweet Symphony". O Verve obtinha uma licença para usar o sample, mas Klein argumentou que eles haviam usado mais tempo de gravação do que havia sido acordado. O Verve foi obrigado a ceder 100% dos royalties de sua canção para a ABKCO e os créditos de composição tiveram de ser mudados para Jagger/Richards/Ashcroft. Isso levou Andrew Loog Oldham, que detinha os direitos da versão orquestral usada no sample, a processar o Verve também.
Em maio de 2019, o vocalista do The Verve, Richard Ashcroft, anunciou que os Stones haviam cedido todos os direitos de "Bitter Sweet Symphony" a ele novamente.